# Campeonato Mundial de Ciclismo en Ruta de 2021
El LXXXVIII Campeonato Mundial de Ciclismo en Ruta se realizó en la región de Flandes (Bélgica) entre el 19 y el 26 de septiembre de 2021, bajo la organización de la Unión Ciclista Internacional (UCI) y la Unión Ciclista de Bélgica.
El campeonato constó de carreras en las especialidades de contrarreloj y de ruta, en las divisiones élite masculino, élite femenino y masculino sub-23; además se disputó una carrera por relevos mixtos. En total se otorgaron siete títulos de campeón mundial.

## Programa
El programa de competiciones fue el siguiente:
| Día              | Evento                          | Trayecto            | Distancia (km) | Ganador                            |
| ---------------- | ------------------------------- | ------------------- | -------------- | ---------------------------------- |
| Contrarreloj     |                                 |                     |                |                                    |
| 19 de septiembre | Contrarreloj masculina          | Knokke-Heist–Brujas | 43,3           | Filippo Ganna · ( Italia)          |
| 20 de septiembre | Contrarreloj masculina sub-23   | Knokke-Heist–Brujas | 30,3           | Johan Price-Pejtersen ( Dinamarca) |
| 20 de septiembre | Contrarreloj femenina           | Knokke-Heist–Brujas | 30,3           | Ellen van Dijk · ( Países Bajos)   |
| 22 de septiembre | Contrarreloj por relevos mixtos | Knokke-Heist–Brujas | 44,5           | Alemania                           |
| Ruta             |                                 |                     |                |                                    |
| 24 de septiembre | Ruta masculina sub-23           | Amberes–Lovaina     | 161,1          | Filippo Baroncini · ( Italia)      |
| 25 de septiembre | Ruta femenina                   | Amberes–Lovaina     | 157,7          | Elisa Balsamo · ( Italia)          |
| 26 de septiembre | Ruta masculina                  | Amberes–Lovaina     | 268,3          | Julian Alaphilippe ( Francia)      |

## Resultados

### Masculino
- Contrarreloj

| Puesto | Ciclista        | País    | Tiempo   |
| ------ | --------------- | ------- | -------- |
| Oro    | Filippo Ganna   | Italia  | 47:47,83 |
| Plata  | Wout van Aert   | Bélgica | 47:53,20 |
| Bronce | Remco Evenepoel | Bélgica | 48:31,17 |

- Ruta

| Puesto | Ciclista           | País         | Tiempo  |
| ------ | ------------------ | ------------ | ------- |
| Oro    | Julian Alaphilippe | Francia      | 5:56:34 |
| Plata  | Dylan van Baarle   | Países Bajos | 5:57:06 |
| Bronce | Michael Valgren    | Dinamarca    | 5:57:06 |

### Femenino
- Contrarreloj

| Puesto | Ciclista             | País         | Tiempo   |
| ------ | -------------------- | ------------ | -------- |
| Oro    | Ellen van Dijk       | Países Bajos | 36:05,28 |
| Plata  | Marlen Reusser       | Suiza        | 36:15,57 |
| Bronce | Annemiek van Vleuten | Países Bajos | 36:29,30 |

- Ruta

| Puesto | Ciclista             | País         | Tiempo  |
| ------ | -------------------- | ------------ | ------- |
| Oro    | Elisa Balsamo        | Italia       | 3:52:27 |
| Plata  | Marianne Vos         | Países Bajos | 3:52:27 |
| Bronce | Katarzyna Niewiadoma | Polonia      | 3:52:28 |

### Sub-23
- Contrarreloj

| Puesto | Ciclista              | País      | Tiempo   |
| ------ | --------------------- | --------- | -------- |
| Oro    | Johan Price-Pejtersen | Dinamarca | 34:29,75 |
| Plata  | Lucas Plapp           | Australia | 34:39,99 |
| Bronce | Florian Vermeersch    | Bélgica   | 34:41,14 |

- Ruta

| Puesto | Ciclista          | País         | Tiempo  |
| ------ | ----------------- | ------------ | ------- |
| Oro    | Filippo Baroncini | Italia       | 3:37:36 |
| Plata  | Biniam Girmay     | Eritrea      | 3:37:38 |
| Bronce | Olav Kooij        | Países Bajos | 3:37:38 |

### Mixto
- Contrarreloj por relevos

| Puesto | Ciclistas                                                                                     | Equipo       | Tiempo   |
| ------ | --------------------------------------------------------------------------------------------- | ------------ | -------- |
| Oro    | Nikias Arndt Tony Martin Max Walscheid Lisa Brennauer Lisa Klein Mieke Kröger                 | Alemania     | 50:49,10 |
| Plata  | Koen Bouwman Bauke Mollema Jos van Emden Annemiek van Vleuten Ellen van Dijk Riejanne Markus  | Países Bajos | 51:01,89 |
| Bronce | Edoardo Affini Filippo Ganna Matteo Sobrero Marta Cavalli Elena Cecchini Elisa Longo Borghini | Italia       | 51:26,84 |

## Medallero
| Núm. | País         | Oro | Plata | Bronce | Total |
| ---- | ------------ | --- | ----- | ------ | ----- |
| 1    | Italia       | 3   | 0     | 1      | 4     |
| 2    | Países Bajos | 1   | 3     | 2      | 6     |
| 3    | Dinamarca    | 1   | 0     | 1      | 2     |
| 4    | Alemania     | 1   | 0     | 0      | 1     |
| 4    | Francia      | 1   | 0     | 0      | 1     |
| 6    | Bélgica      | 0   | 1     | 2      | 3     |
| 7    | Australia    | 0   | 1     | 0      | 1     |
| 7    | Eritrea      | 0   | 1     | 0      | 1     |
| 7    | Suiza        | 0   | 1     | 0      | 1     |
| 10   | Polonia      | 0   | 0     | 1      | 1     |
|      | TOTAL        | 7   | 7     | 7      | 21    |